# 前向散射

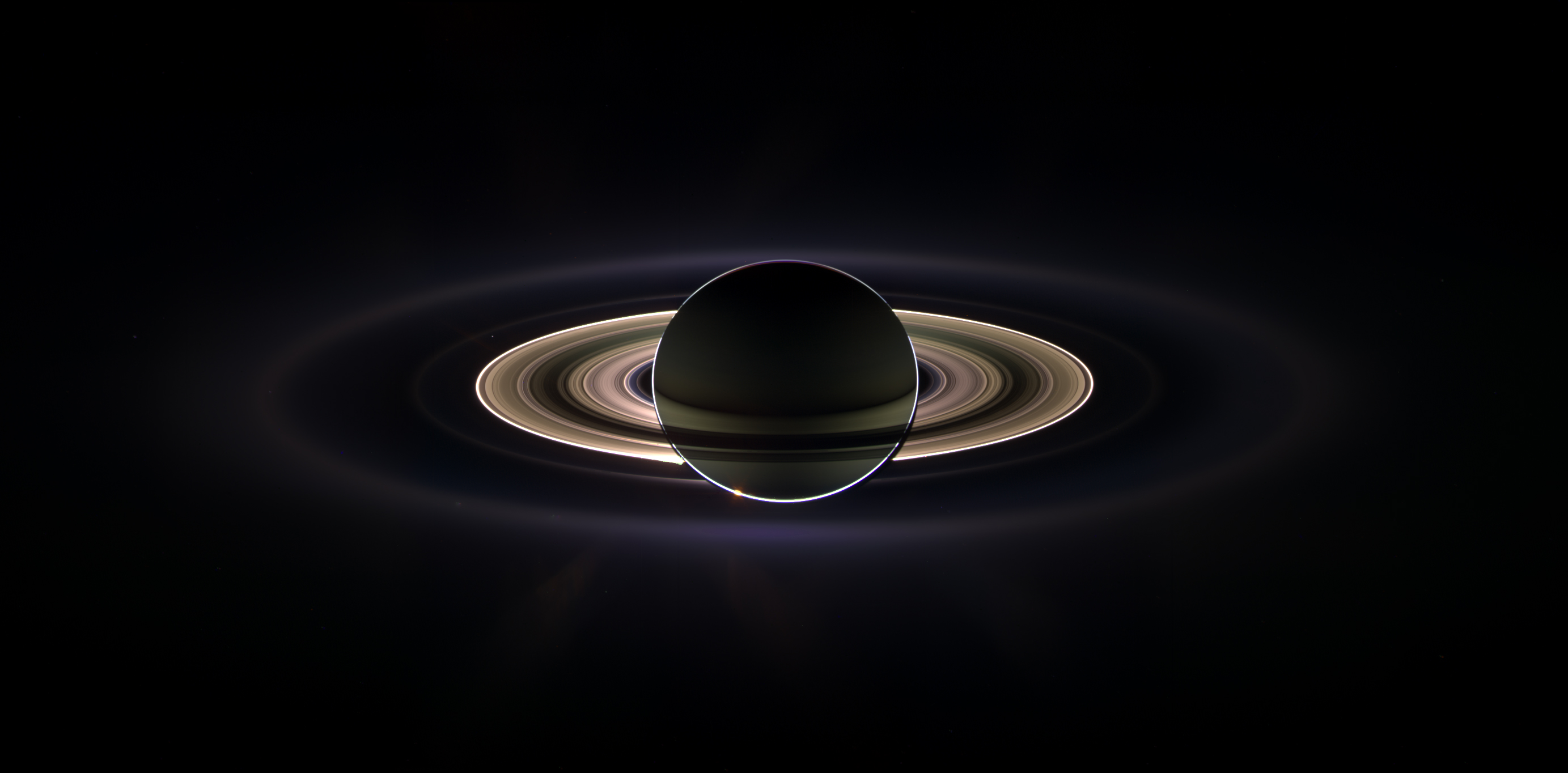
卡西尼號太空探測器從日影中看到的日食中的土星。向前的散射光（粒子的光散射）使微弱的外環能看得更加清楚。

前向散射 是光波（或更具體地說，電磁波）的偏轉，朝向相反的方向。這可能是由顆粒物質的繞射、非均勻折射或非鏡面反射引起的，這些顆粒物質相對於所討論的波長較大，但相對於光束直徑較小。前向散射過程可能對波的偏振敏感。前向散射本質上是後向散射的反向散射。

## 彗星
因為塵埃和冰晶通過向觀測者散射光來反射和增强彗星的表觀亮度，前向散射可以使背光的彗星看起來明顯更亮。在可見光熱光度法中，研究前向散射的彗星包括C/1927 X1 (斯基勒魯普-馬里斯塔尼)、C/1975 V1 (威斯特)和C/1980 Y1 (布拉德菲爾德)。在SOHO非熱C3日冕儀光度法中研究的前向散射彗星包括96P/Machholz和C/2004 F4 (布拉德菲爾德)。在近日點附近的大彗星的C/2006 P1 (麥克諾特)和1927 X1(斯基勒魯普-馬里斯塔尼)的亮度都通過前向散射增强。

## 外部連結
- Cassini's Views of Saturn's Rings
- Light Scattering Demonstration （页面存档备份，存于）